# Assistenzfriedhof

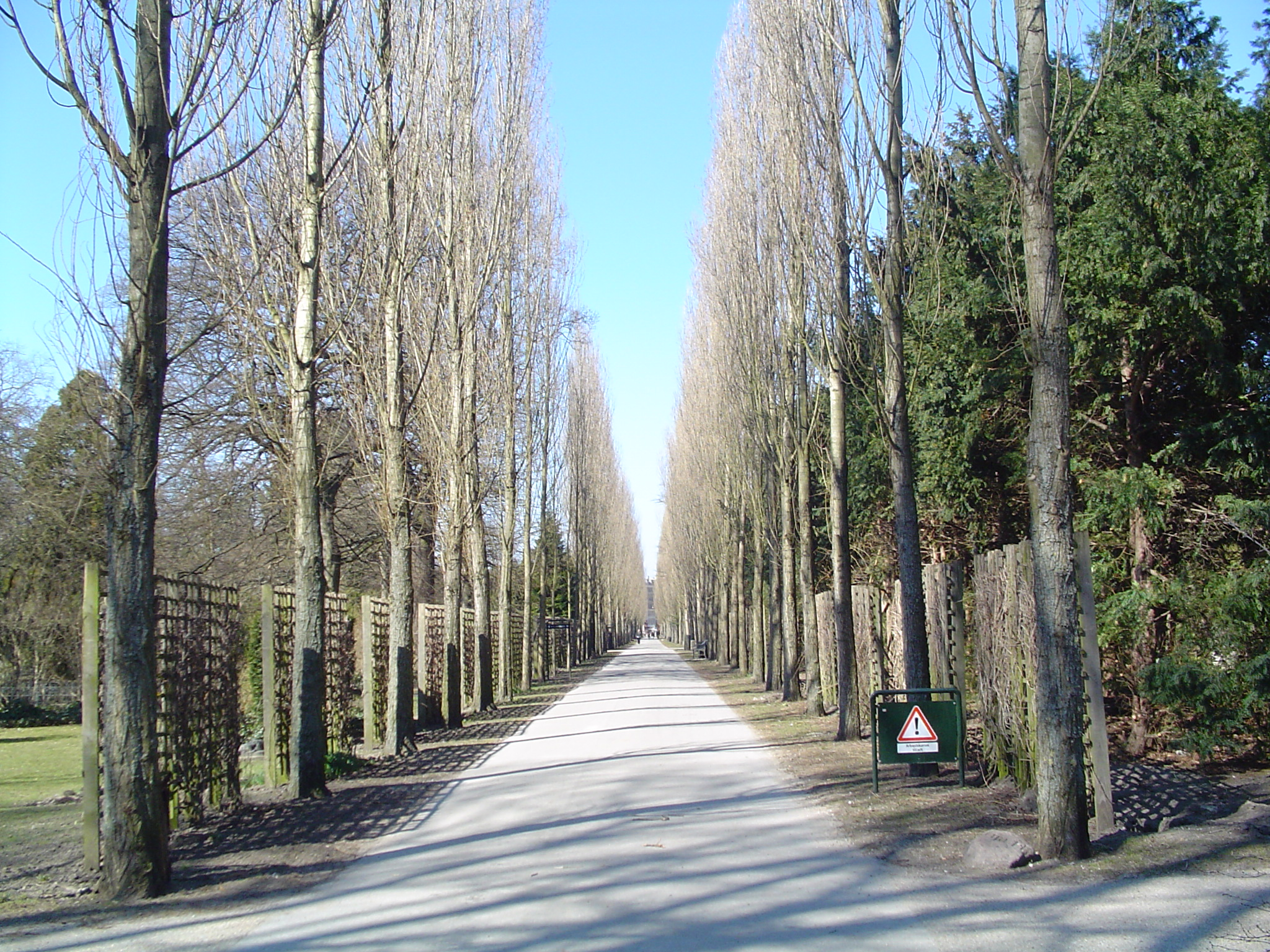
Assistenzfriedhof, Hauptallee

Der Assistenzfriedhof (dänisch Assistens Kirkegård) ist ein parkartiger Friedhof im Kopenhagener Stadtteil Nørrebro. Er entwickelte sich über 250 Jahre hinweg zum kulturhistorisch wertvollsten Friedhof der dänischen Hauptstadt. Persönlichkeiten von europäischem Rang sind hier beigesetzt. Er steht seit dem 7. Mai 2014 unter Denkmalschutz.
Auf dem Friedhof sind zwischen 300.000 bis 500.000 Menschen, die seit 1760 in Kopenhagen gestorben sind, begraben.

## Geschichte
Der Friedhof wurde 1760 vor dem Stadttor Nørreport (deutsch Nordertor) angelegt, weil die Kirchhöfe innerhalb der Festungsmauern weitgehend belegt waren. Für das einfache Volk wurden innerstädtische Grabflächen unerschwinglich. Die betroffenen Kirchengemeinden deckten die gestiegene Nachfrage mit sogenannten Assistenzfriedhöfen (nach dem franz. assistance Hilfe, Aushilfe). In Dänemark existiert gut ein Dutzend Anlagen unter diesem Namen (siehe auch Assistenzfriedhof Odense). Entstehungsbedingungen und -zeitpunkt sind vollkommen vergleichbar mit der Entwicklung in Deutschland, in Berlin ablesbar an den Friedhöfen vor dem Halleschen Tor und vor dem Oranienburger Tor.
Auf dem Kopenhagener Assistenzfriedhof ließen sich seit Ende des 18. Jahrhunderts auch wohlhabende Bürger bestatten. Bereits um 1800 entwickelte er sich zu einem beliebten Ausflugsziel für ein Picknick. 1813 wurde den Totengräbern verboten, Schnaps an die Ausflügler zu verkaufen. Wo der Parkcharakter der Anlage überwiegt, sind Sonnenbadende heutzutage kein ungewöhnlicher Anblick. Entlang der Friedhofsmauer findet auf der Nørrebrogade von Mai bis Oktober jeden Samstag Kopenhagens größter Flohmarkt statt.
Es existieren auch eine kleine römisch-katholische Abteilung und eine russisch-orthodoxe.

## Gräber bekannter Persönlichkeiten

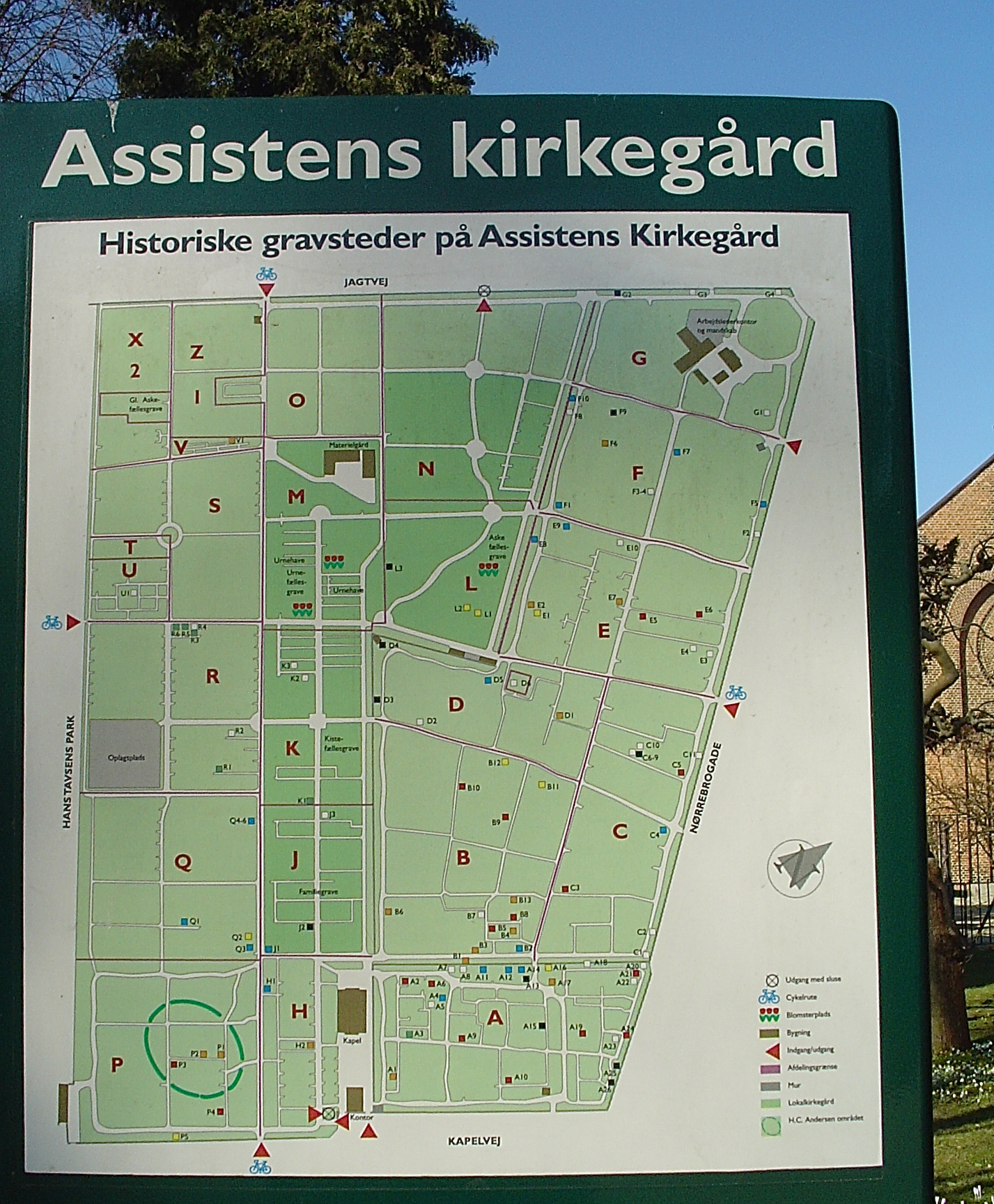
Karte des Friedhofs

- Kjeld Abell (1901–1961), Schriftsteller
- Nicolai Abildgaard (1743–1809), Maler
- Hans Christian Andersen (1805–1875), Schriftsteller
- Christian Frederik Beck (1876–1954), Landschafts- und Architekturmaler
- Niels Bohr (1885–1962), Physiker und Nobelpreisträger
- Richard Boone (1930–1999), amerikanischer Jazz-Musiker
- Kenny Drew senior (1928–1993), amerikanischer Jazz-Pianist
- Christoffer Wilhelm Eckersberg (1783–1853), Maler
- Henry Heerup (1907–1993), Maler, Bildhauer
- Henrik Hertz (1798–1870), Schriftsteller
- Søren Kierkegaard (1813–1855), Begründer der Existenzphilosophie
- Charlotte Klein (1834–1915), Frauenrechtlerin
- Vilhelm Klein (1835–1913), Architekt
- Christen Købke (1810–1848), Maler
- Conrad Krebs (1809–1880), Schulleiter
- Friedrich Kuhlau (1786–1832), Komponist
- Johan Nicolai Madvig (1804–1886), Klassischer Philologe
- Lauritz Melchior (1890–1973), Opernsänger
- Poul Martin Møller (1794–1838), Philosoph
- Martin Andersen Nexø (1869–1954), Schriftsteller
- Hans Christian Ørsted (1777–1851), Physiker und Chemiker
- Carl Christian Rafn (1795–1864), Archäologe und altnordischer Philologe
- Rasmus Rask (1787–1832), Philologe
- Ebbe Kløvedal Reich (1940–2005), Schriftsteller
- Carl Andreas Reitzel (1789–1853), Verleger
- Heinrich von Reventlow-Criminil (1798–1869), dänischer Außenminister
- Niels Frederik Martin Rohde (1816–1886), dänischer Landschaftsmaler
- Natasja Saad (1974–2007), Reggae-, Dancehall- und Hip-Hop-Musikerin
- Jens August Schade (1903–1978), Dichter
- Hans Scherfig (1905–1979), Schriftsteller und Maler
- Peter von Scholten (1784–1854), hob als Gouverneur von Dänisch-Westindien 1848 die Sklaverei auf
- Joakim Frederik Skovgaard (1856–1933), Maler und Bildhauer
- Peter Christian Skovgaard (1817–1875), Maler
- Viggo Stuckenberg (1863–1905), Schriftsteller
- Dan Turèll (1946–1993), Schriftsteller
- Georges Ulmer (1919–1989), Komponist, Sänger und Chansonist
- Ben Webster (1909–1973), amerikanischer Jazz-Musiker
- Johannes Wiedewelt (1731–1802), klassizistischer Bildhauer, schuf viele Grabmäler des Friedhofs

Eine Liste von 745 in Dänemark bekannten Persönlichkeiten, die auf dem Friedhof begraben sind, ist im Internet zu finden (Stand: 20. April 2022).

## Ausblick
Die Unterschutzstellung 2014 bewahrt den bisherigen Charakter der Anlage, so wurde eine geplante Veloroute verhindert. Der Friedhofsbetrieb ist mindestens bis zum Jahr 2150 garantiert.
An der Nordspitze des Friedhofes wurde die Metrostation Nørrebros Runddel des Cityringes am gleichnamigen Platz am 29. September 2019 in Betrieb genommen. Die Metro unterquert den Friedhof, die Station liegt im Bereich der früheren Abteilung G des Friedhofes, die nun ein Park ist. Dazu wurden zwischen 4000 und 10.000 Gräber aus den Jahren 1805 bis 1998 aufgelöst. 68 historische Gräber mussten erhalten und mit den Denkmälern und Grabsteinen an einen anderen Platz in der Abteilung E verlegt werden.